# Sprężyste przytwierdzenie szyn

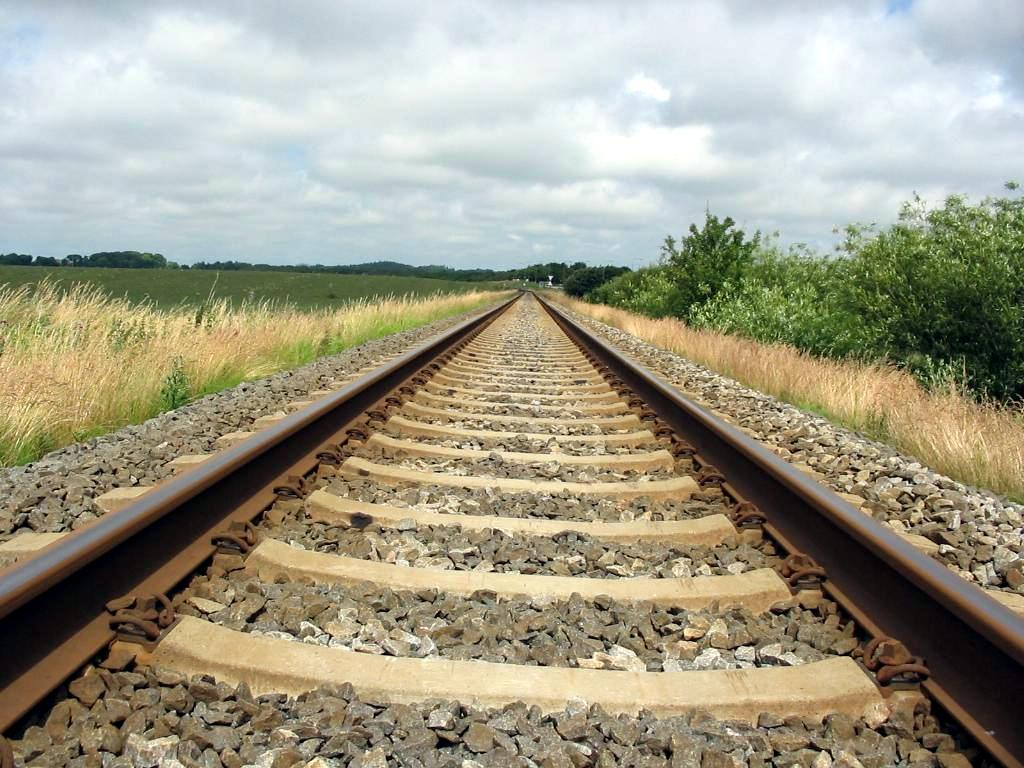
System półsprężystego przytwierdzenia SKL-12 niemieckiej firmy Vossloh

System Sprężystego Przytwierdzenia Szyn do Podkładów Strunobetonowych oznaczany w polsce skrótem SB jest technologicznie polskim systemem przytwierdzeń szeroko stosowanym na polskiej sieci kolejowej od lat 80. Jego zadaniem jest tłumienie drgań szyn (potwierdzono ponad 50% skuteczności), co poprawia zarówno komfort jak bezpieczeństwo jazdy. 
W skład systemu sprężystego przytwierdzenia szyn - SB wchodzą:
- kotwa
- przekładka kształtowa (podszynowa)
- elektroizolacyjna wkładka dociskowa
- sprężysta łapka

System sprężysty w przeciwieństwie do sztywno przytwierdzających systemów dokręcających polega na dociskaniu szyny do podkładu z pomocą łapki stale przytwierdzonej do kotwy. To powoduje iż drgania tłumione są i rozładowywane na wyginających się łapkach a nie sztywnych śrubach.
Do niedawna system ten pomimo powszechnego zastosowania w Polsce (SB3) był uważany za niepewny przez inne kraje europejskie, gdyż badania obejmowały jedynie poszczególne elementy tego przytwierdzenia. System stosowany był jedynie w Polsce i niedawno wdrożony na Ukrainie. Na przełomie roku 2005/2006 system SB7 przeszedł pomyślnie badania Centrum Naukowo-Techniczne Kolejnictwa, co zezwala na jego stosowanie w innych krajach Unii Europejskiej.
Angielski system Fastclip jest odpowiednikiem polskiego systemu SB.